# Syngnathus pelagicus
Syngnathus pelagicus — вид лучепёрых рыб семейства игловых. Она имеет удлинённое сегментированное тело, достигающее длины около 18,1 см. В спинном плавнике 28—31 мягких лучей. Обитает в Западной Атлантике: от штата Мэн (США), через Бермудские острова и север Мексиканского залива до Аргентины. Новая Шотландия, Антильские острова, западная часть Карибского бассейна от Юкатана до Колумбии. Таксономический статус популяции восточной части Атлантического океана (от Мавритании до Габона) нуждается в дальнейшем изучении, а сообщения с мыса Доброй Надежды, Южной Африки и из Индо-Тихоокеанского региона требуют подтверждения. Пелагическая рыба, населяющая заросли плавучих водорослей из рода саргассум.